# Бета Золотой Рыбы
Бета Золотой Рыбы (β Doradus, β Dor) — вторая по яркости звезда созвездия Золотой Рыбы. Обладает видимой звёздной величиной 3.63,  доступна для наблюдения невооружённым глазом в южном полушарии Земли. Оценка расстояния до звезды, полученная по данным об измеренном при наблюдениях на телескопе «Хаббл» параллаксе, составляет 1040 световых лет.
Бета Золотой Рыбы является цефеидой, видимая звёздная величина меняется от 4,05 до 3,45 с периодом 9,842 суток. Кривая блеска имеет пилообразную форму. В течение каждого цикла радиальных пульсаций радиус звезды изменяется на  ±3,9  радиусов Солнца вокруг среднего значения 67,8 радиусов Солнца. Спектральный класс и класс светимости также переменны, от спектрального класса F до класса G и от сверхгиганта до яркого гиганта.
При наблюдениях на телескопе Far Ultraviolet Spectroscopic Explorer было обнаружено излучение звезды в далёком ультрафиолете, на телескопе  XMM-Newton было обнаружено рентгеновское излучение. Светимость в рентгеновском диапазоне составляет  1 × 1029 эрг/с, темп излучения меняется с периодом пульсации. Пик рентгеновского излучения приходится на область энергии  0,6–0,8 кэВ, что соответствует температуре плазмы  7–10 млн K.